# Undret

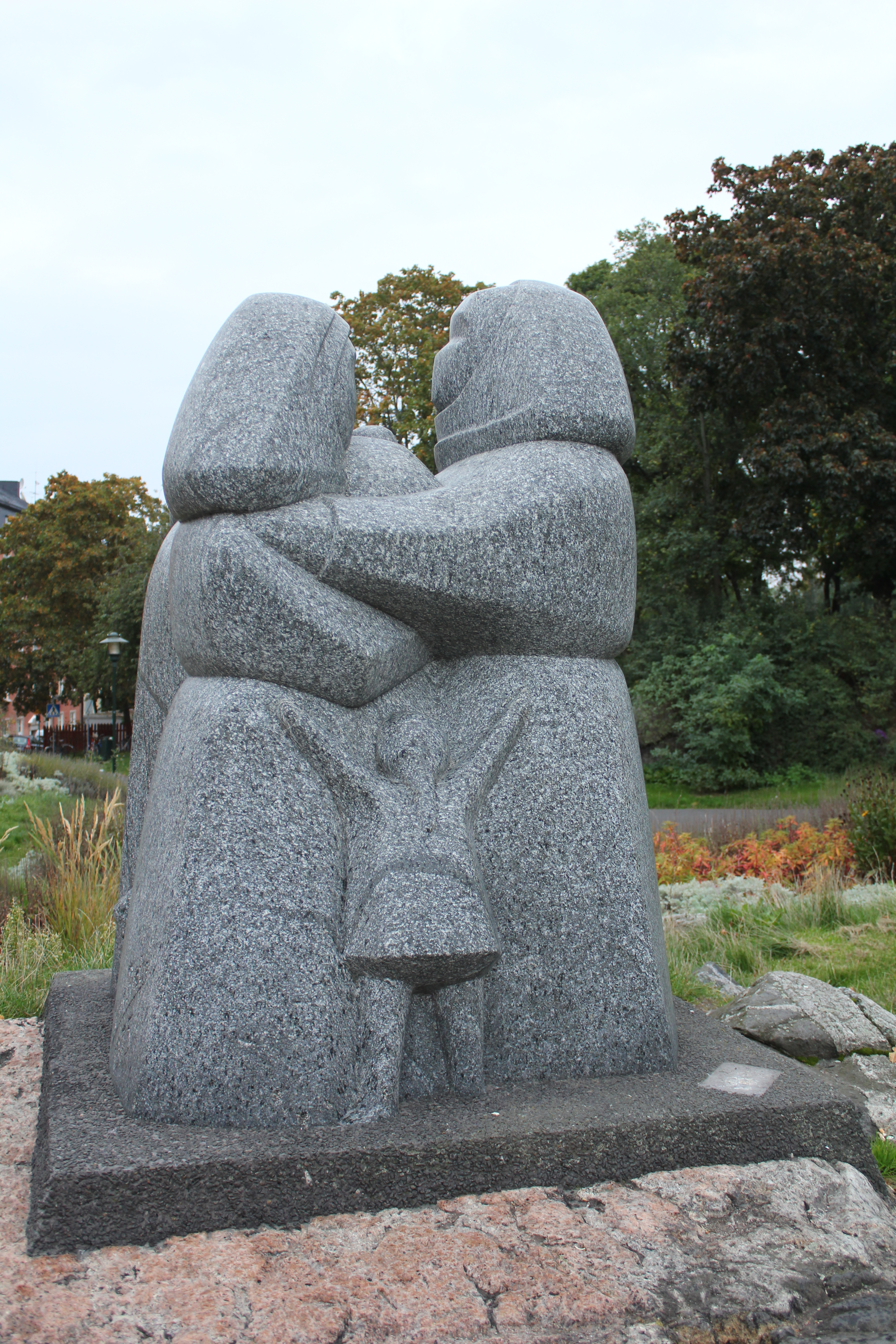
Undret.

Undret, eller Skvallertanterna, är en granitskulptur i parken Vita bergen i Stockholm, nära Sofia kyrka, av Astrid Rietz, som restes 1976. Den är ett minnesmärke över Elsa Borg och hennes bibelkvinnor.